# Protest the Hero
I Protest the Hero sono un gruppo progressive/metalcore dell'Ontario, Canada formata nel 1999 (inizialmente con il nome di Happy Go Lucky).

## Storia
Il nucleo originale del gruppo è formato da Rody Walker (voce), Tim Millar (voce, chitarra), Luke Hoskin (chitarra), Morgan "Moe" Carlson (batteria) e Arif Mirabdolbaghi (basso), formatosi quando i componenti avevano circa 14 anni.
Pubblicano un demo "Search for the Truth" nel 2002, e un Ep "A Calculated Use of Sound" nel 2003 con la casa discografica punk rock 'Underground Operations'. Arrivano al successo grazie all'album "A Calculated Use of Sound Re-release" nel 2004 che ha un ottimo riscontro di critica, tanto che lo stesso anno vincono il premio "Best Metal Band" agli Indie Music Awards di Toronto, battendo gli Alexisonfire i favoriti per vincere il premio.
Il 2005 è l'anno della svolta stilistica e del successo con il concept album Kezia che ottiene molte critiche positive dalla critica e dal pubblico. Hanno composto per questo disco un suono estremamente potente e sorprendentemente tecnico, tanto da avere impiegato due anni per imparare a eseguire alla perfezione i pezzi. L'album è composto da un muro sonoro: un aggressivo metal tecnico combinato con l'hardcore; riff potenti e estremamente tecnici si mescolano con il cantato intenso e particolare di Rody. Dall'album vengono estratti i singoli e girati i rispettivi video di "Blindfolds Aside" e "Heretics and Killers".
Il 23 gennaio firmano un contratto con l'etichetta statunitense Vagrant Records.
Nel marzo 2006 hanno ricevuto una nomination come "Best metal band" sempre ai Indie Music Awards, però non vincono il premio che invece viene vinto dai Kataklysm.
Nel 2008 esce Fortress, concept album (diviso in tre parti) in cui la vena punk/HC dei precedenti risulta molto meno marcata, in favore di un taglio molto più "progressive". Anche qui la composizione dei testi è stata affidata ad Arif Mirabdolbaghi.
Il 22 marzo 2011 vediamo l'uscita del nuovo disco, Scurrilous, che a differenza dei precedenti non si presenta come un concept album. Inoltre i testi, fatta eccezione per "C'est la Vie", "Moonlight" e "Sex Tapes", sono interamente scritti da Rody Walker.
Nel gennaio del 2013 la band annuncia tramite il proprio profilo Facebook l'uscita del loro quarto album, confermata successivamente per il 29 ottobre 2013. In vista di tale data, nel settembre dello stesso anno la band pubblica due nuovi singoli estratti dall'album in imminente uscita, "Clarity" e "Drumhead Trial", contestualmente alla pubblicazione del titolo dell'album, Volition, e della sua copertina. Poco prima dell'inizio delle registrazioni del nuovo album il batterista e membro fondatore Moe Carlson lascia la band per riprendere gli studi. Nel mese di ottobre la band annuncia il suo rimpiazzo in pianta stabile: Mike Ieradi, proveniente dalla band canadese The Kindred, precedentemente conosciuta sotto il monicker Today I Caught The Plague.

## Stile
Inizialmente hanno cominciato con un suono Punk rock, che successivamente si è evoluto attraverso influenze provenienti dalla band Propagandhi e - citati dalla stessa band - Between the Buried and Me, Jorge Salan e The Red Chord. Lo stile dei loro album fino a Kezia si può classificare come Punk rock e Metalcore; ma con Kezia si assiste a un'evoluzione.
Il loro suono contiene una miscela di Mathcore (ritmi complessi, variazioni dei tempi nei pezzi ed eccezionale livello tecnico) e Metalcore (riff aggressivi sostenuti dai ritmi anfetaminici dell'Hardcore e con alcuni elementi Thrashcore); inoltre si ravvede ancora qualche reminiscenza Punk rock. Nonostante tutte queste influenze si può affermare che, specie dopo l'evoluzione degli ultimi due album (Scurrilous e Volition), il genere che più li rappresenta sia il Math metal.

## Tour
Grazie alla loro costanza sono riusciti a suonare in tour con gruppi del calibro di Alexisonfire, NOFX, Against Me!, Sum 41, Korn, Limp Bizkit, infatti devono in parte il loro successo a un'incessante attività live che ha loro permesso di costruirsi un nome.
I PTH nei live dimostrano di avere un ottimo livello di esecuzione dei pezzi, ma è anche grazie alla presenza scenica energica e carismatica del cantante Rody.
Da settembre 2005 fino all'inizio di giugno 2006 hanno effettuato un tour negli Stati Uniti e Gran Bretagna con Death by Stereo, Bad Religion, Anti-Flag, The Fall of Troy, The Bled, e DragonForce. Inoltre hanno preso parte al Vans Warped Tour nell'estate del 2006. Ne è seguito un tour insieme a Avenged Sevenfold e 3 Inches of Blood, fino a ottobre dello stesso anno; immediatamente hanno proseguito con il "The Crusade" insieme ai Trivium, The Sword e Cellador attraverso il suolo americano e canadese. In novembre ripartono in tour con le band metalcore Bullet for My Valentine e As I Lay Dying, in dicembre con il "Bring Out Your Shred" suonano con God Forbid, I Hate Sally e The Human Abstract.

## Formazione
- Rody Walker - voce
- Tim Millar - chitarra
- Luke Hoskin - chitarra
- Eric Gonsalves - basso
- Mike Ieradi - batteria

## Discografia

### Album in studio
- 2005 – Kezia
- 2008 – Fortress
- 2011 – Scurrilous
- 2013 – Volition
- 2020 - Palimpsest

### EP
- 2002 – Search for the Truth
- 2003 – A Calculated Use of Sound
- 2008 – Sequoia Throne Remix EP
- 2016 – Pacific Myth

### Live
- 2009 – Gallop Meets the Earth